# Ґлац
Ґлац (Glac) — гірський масив в Словаччині; геоморфологічна підодиниця масиву Списько-Гемерський карст. Найвища точка — приблизно 1000 метрів над рівнем моря.. Місце розташування — Кошицький край.